# Poinciana (Florida)
Poinciana ist  ein census-designated place (CDP) in den Countys Osceola und Polk im US-Bundesstaat Florida.
Das U.S. Census Bureau hat bei der Volkszählung 2020 eine Einwohnerzahl von 69.309 ermittelt.

## Geographie
Poinciana liegt rund zehn Kilometer südlich von Kissimmee sowie etwa 40 Kilometer südlich von Orlando. Der CDP wird auf einer gemeinsamen Trasse von den U.S. Highways 17 und 92 (Florida State Road 600) tangiert.
Von hier über Orlando nach Debary verkehren die Regionalzüge der SunRail.

## Demographische Daten
Laut der Volkszählung 2010 verteilten sich die damaligen 53.193 Einwohner auf 22.171 Haushalte. Die Bevölkerungsdichte lag bei 585,2 Einw./km². 56,4 % der Bevölkerung bezeichneten sich als Weiße, 24,5 % als Afroamerikaner, 0,7 % als Indianer und 1,8 % als Asian Americans. 11,6 % gaben die Angehörigkeit zu einer anderen Ethnie und 5,0 % zu mehreren Ethnien an. 51,2 % der Bevölkerung bestand aus Hispanics oder Latinos.
Im Jahr 2010 lebten in 45,0 % aller Haushalte Kinder unter 18 Jahren sowie 29,7 % aller Haushalte Personen mit mindestens 65 Jahren. 82,0 % der Haushalte waren Familienhaushalte (bestehend aus verheirateten Paaren mit oder ohne Nachkommen bzw. einem Elternteil mit Nachkomme). Die durchschnittliche Größe eines Haushalts lag bei 3,14 Personen und die durchschnittliche Familiengröße bei 3,42 Personen.
32,4 % der Bevölkerung waren jünger als 20 Jahre, 24,6 % waren 20 bis 39 Jahre alt, 23,8 % waren 40 bis 59 Jahre alt und 19,2 % waren mindestens 60 Jahre alt. Das mittlere Alter betrug 35 Jahre. 48,1 % der Bevölkerung waren männlich und 51,9 % weiblich.
Das durchschnittliche Jahreseinkommen lag bei 40.625 $, dabei lebten 23,0 % der Bevölkerung unter der Armutsgrenze.
Im Jahr 2000 war Englisch die Muttersprache von 59,86 % der Bevölkerung, spanisch sprachen 37,71 % und 2,43 % hatten eine andere Muttersprache.